# Крестовоздвиженская церковь (Уфа)
Крестовоздвиженская церковь (Церковь Воздвижения Креста Господня, Крестовоздвиженский храм) — православный храм в Уфе. Расположен в Нижегородке, районе города, находящемся в излучине реки Белой, по адресу: улица Лесопильная, дом 2, недалеко от ж/д ветки и платформы «Правая Белая».

## История
В конце XIX века Нижегородская слобода была заселена ремесленным людом, выходцами из Нижегородской губернии, причём среди них была весьма высока доля старообрядцев. Однако в этом районе приходского храма не было. По этой причине городским и епархиальным руководством было одобрено предложение купца Трофима Петровича Козлова, впоследствии ставшим церковным старостой, построить здесь храм на собственные средства. 1 сентября 1892 г. в нижней части уступа уфимской горы, поднимающейся над Нижегородкой, в присутствии уфимского губернатора, епископ Дионисий (Хитров) торжественно заложил храм. Строительство шло очень быстро: уже 22 августа 1893 г., то есть менее чем через год, состоялось освящение храма в честь Воздвижения Животворящего Креста Господня.
Через десять лет появилась необходимость в расширении храма, и в 1902 году к нему были пристроены северный и южный приделы. Храм стал трёхпрестольным: главный — в честь Воздвижения Креста Господня, правый — во имя св. апп. Петра и Павла, левый — во имя св. Николая Чудотворца.
В 1920-30-е годы храм состоял в андреевской автокефалии, до 1937 г. здесь служил епископ Руфин (Брехов). После упорной борьбы общины с властями церковь всё же была закрыта, но избежала сноса не уничтожена. Здание церкви использовалось под склады, общежитие. Иконостасы удалось сохранить.
В годы Великой Отечественной войны богослужения в храме были возобновлены. В дальнейшем Крестовоздвиженская церковь стала одной из трёх действующих в Уфе. Однако в силу обособленности Нижегородки приход был невелик, а службы проводились не ежедневно.

## Архитектурные особенности

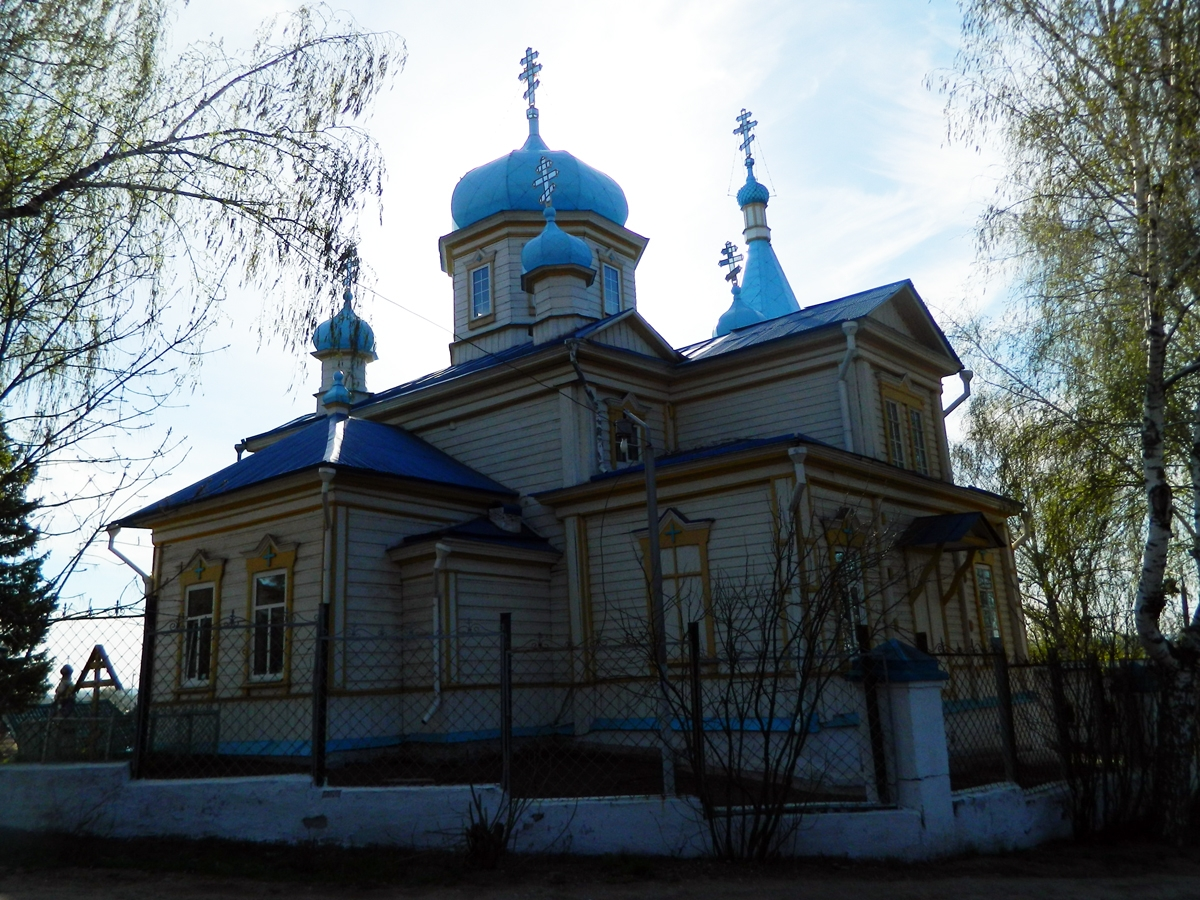

Архитектура храма принадлежит деревянному русскому стилю, который характерен для церквей рубежа XIX—XX вв. Такой тип зданий встречается во многих сельских церквях Уфимского уезда и губернии. Здание сделано из брёвен «в лапу» и обшито тёсом. Ныне оно имеет белую окраску с жёлтой отделкой. Крыша и купола окрашены в голубой цвет. Храм является семикупольным. Кресты сделаны из зеркального стекла, вставленного в чугунные рамки.
Иконостас церкви — резной, четырёхъярусный. Все иконы написаны в одном церковном стиле, по образцу древневизантийских.

## Приход церкви
В дореволюционной Уфе приход Крестовоздвиженской церкви в основном состоял из рабочего люда. Рядом с храмом было построено и открыто первое в Уфимской губернии училище для глухонемых детей. Это случилось благодаря усилиям первого настоятеля храма — протоиерея Николая Алексеевича Котельникова
С 1998 года по настоящее время настоятелем храма является протоиерей Роман Хабибуллин. В здании бывшего училища глухонемых, возвращённом церкви, несколько лет под его руководством работал Уфимский центр православного Свято-Тихоновского гуманитарного университета. Также существует православное братство.
Важной стороной жизни Крестовоздвиженского прихода стала миссионерская деятельность. Ежегодно организуется миссионерский сплав по реке Юрюзань.